# Tournoi des Cinq Nations 1990
Navigation
Tournoi 1989 Tournoi 1991
Le Tournoi des Cinq Nations 1990 connaît un parcours exemplaire de l'Écosse qui gagne en réalisant le troisième Grand Chelem de son histoire.
L'équipe écossaise chante pour la première fois le Flower of Scotland lors de ce tournoi.
Le pays de Galles obtient la Cuillère de bois (quatre défaites en quatre matchs).

## L'Ecosse, un hymne non officiel mais reconnu
C'est au cours de ce tournoi que l'équipe d'Écosse chante pour la première fois Flower of Scotland en lieu et place du God Save the Queen, pourtant hymne officiel de l'Écosse, en tant que membre du Royaume-Uni.

## Classement
Légende

J matchs joués, V victoires, N matchs nuls, D défaites
PP points pour, PC points contre
Pts points de classement (attribution : 2 points pour une victoire, 1 point en cas de match nul, rien pour une défaite)
T Tenante du titre.
| Nation         | J | V | N | D | PP | PC | Pts |
| -------------- | - | - | - | - | -- | -- | --- |
| Écosse         | 4 | 4 | 0 | 0 | 60 | 26 | 8   |
| Angleterre     | 4 | 3 | 0 | 1 | 90 | 26 | 6   |
| France (T)     | 4 | 2 | 0 | 2 | 67 | 78 | 4   |
| Irlande        | 4 | 1 | 0 | 3 | 36 | 75 | 2   |
| Pays de Galles | 4 | 0 | 0 | 4 | 42 | 90 | 0   |

## Résultats
- Première journée (20 janvier 1990)

| Arms Park, Cardiff   | Pays de Galles | 19 - 29 | France  |
| Twickenham, Londtres | Angleterre     | 23 - 0  | Irlande |

- Deuxième journée (3 février 1990)

| Lansdowne Road, Dublin  | Irlande | 10 - 13 | Écosse     |
| Parc des Princes, Paris | France  | 7 - 26  | Angleterre |

- Troisième journée (17 février 1990)

| Murrayfield, Édimbourg | Écosse     | 21 - 0 | France         |
| Twickenham, Londres    | Angleterre | 34 - 6 | Pays de Galles |

- Quatrième journée (3 mars 1990)

| Parc des Princes, Paris | France         | 31 - 12 | Irlande |
| Arms Park, Cardiff      | Pays de Galles | 9 - 13  | Écosse  |

- Cinquième journée : :

| Le 17 mars à Édimbourg, Murrayfield | Écosse  | 13 - 7 | Angleterre     |
| Le 24 mars à Dublin, Lansdowne Road | Irlande | 14 - 8 | Pays de Galles |